# 16212 Теберґ
16212 Теберґ (16212 Theberge) — астероїд головного поясу, відкритий 4 лютого 2000 року.
Тіссеранів параметр щодо Юпітера — 3,604.